# موازنة الفلم

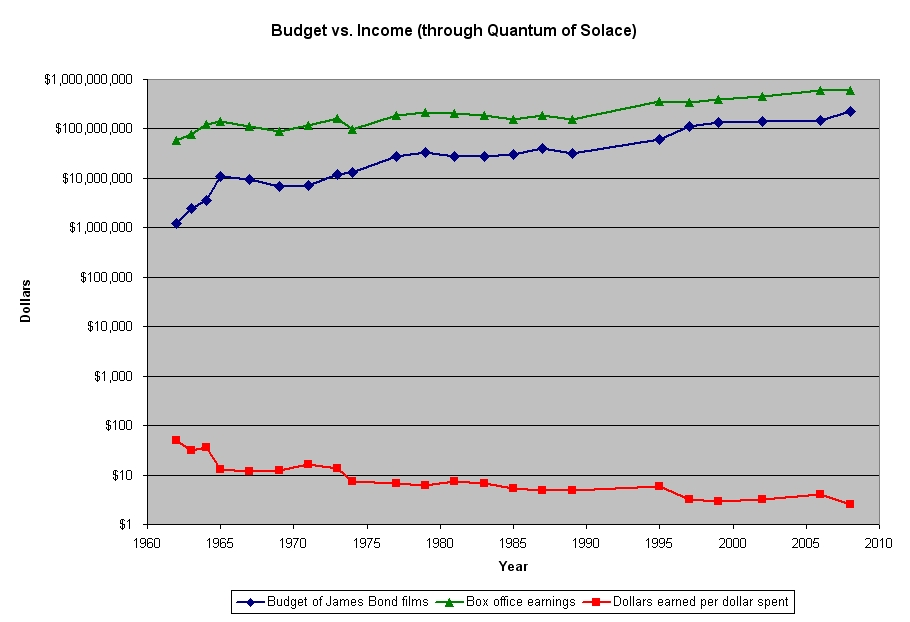
الميزانية مقابل الدخل لأفلام جيمس بوند

موازنة الفيلم تشير إلى العملية التي يقوم من خلالها منتج الخط (مدير وحدة الإنتاج)، أو محاسب الإنتاج بإعداد ميزانية لإنتاج الأفلام. هذه الوثيقة، التي يمكن أن تتضمن أكثر من 134 صفحة، تستخدم لتأمين التمويل والإنتاج المسبق للفيلم وإنتاجه. قد تكون هناك حاجة إلى مسودات متعددة للميزانية لتقليل التكاليف. وتنقسم الميزانية عادة إلى أربعة أقسام: فوق الخط (الموهبة الإبداعية)، أسفل الخط (تكاليف الإنتاج المباشرة)، ما بعد الإنتاج (التحرير، التأثيرات المرئية، إلخ)، وغيرها (التأمين، سند الإتمام، إلخ) لا تشمل الميزانية الترويج للسينما والتسويق، وهي مسؤولية موزِّع الأفلام. يمكن الحصول على تمويل الأفلام من مستثمر خاص، أو راعٍ، أو منتج، أو استوديو أفلام، أو شركة ترفيه، أو أموال من الربح.
عندما يتعلق الأمر بالإبلاغ عن ميزانية فيلم، فإن مبلغ الميزانية يمثل إجمالي الميزانية، وهو إجمالي الإنفاق الفعلي لإنتاج المشروع ولا ينبغي الخلط بينه وبين الميزانية الصافية، والتي تمثل الجزء النهائي من ربح المنتج بعد الحوافز أو التخفيضات الحكومية (مثلا: إذا دفعت 50 دولارًا مقابل شيء ما ولكن لديك قسيمة بريدية للحصول على خصم 10 دولارات، فإن إجمالي إنفاقك لا يزال يبلغ 50 دولارًا).
إحدى النتائج المترتبة على اختراق سوني كانت إصدار معلومات حول الميزانية للعديد من الأفلام أو البرامج التلفزيونية، بما في ذلك فيلم آدم ساندلر 2015 Pixels. بلغت التكلفة الفعلية لإنتاج بيكسلز (فيلم 2015)، أو «الإجمالي الكلي» 129.6 مليون دولار، ووصلت الميزانية الصافية لشركة Sony إلى 111 مليون دولار بعد أن حصلوا على تخفيض حكومي في كندا قاموا بتغطية جزء من إجمالي إنفاقهم (التكلفة) في كمية أكثر من 18 مليون دولار  على الرغم من أن ربح سوني الخاص بالفيلم تم تخفيضه بسبب الحافز، إلا أنه لا ينفي حقيقة أن التكلفة الفعلية (المبلغ الذي تم إنفاقه أثناء الإنتاج لإنتاج الفيلم) كانت لا تزال 129 مليون دولار.

## أمثلة
على الرغم من تردد استوديوهات الأفلام في نشر التفاصيل الدقيقة لميزانيات أفلامهم، إلا أنه كان من الممكن أحيانًا الحصول على تفاصيل (سرية) عن تكلفة إنتاج الأفلام. للحصول على مثال على ميزانية ميزة مستقلة تبلغ مليوني دولار.

## التكتيكات المتخدة لخفض التكاليف
- القضاء على المشاهد الليلية: يتطلب التصوير في الليل إضاءة قوية ومكلفة ودفع أسعار ليلية إلى الطاقم.

حيث أدى خفض التكاليف بملايين الدولارات عن طريق إزالة المشاهد الليلية من البرنامج النصي. ويختار العديد من المخرجين استخدام هذه التقنية لخفض تكلفة الفيلم.
- تجنب تصوير المشاهد في المناطق الشهيرة أو التجارية: على سبيل المثال لتصوير مشهد على جسر البوابة الذهبية يتطلب ذلك إيقاف حركة المرور وقد يصل تصوير مثل هذا المشهد لـتكلفة 500 ألف دولار ويمكن أن يؤدي نقل الموقع إلى توفير مئات الآلاف من الدولارات في رسوم الموقع. علاوة على ذلك، فإن بعض المواقع (مثل المؤسسات التجارية كالفنادق والنوادي الليلية) أكثر رغبة في السماح بالتصوير في مواقعها أكثر من غيرها.

و بعض المنتجين للأفلام منخفضة الميزانية يتجنبون دفع رسوم الموقع ويسعون لالتقاط اللقطات عن طريق الخداع.

## وصلات خارجية
- Occupational Employment Statistics
- Film Budget Statistics as of 2011
- Film Budget Statistics Page